# Bupleurum flexile
Bupleurum flexile är en flockblommig växtart som beskrevs av Joseph Friedrich Nicolaus Bornmüller och Erwin Gauba. Bupleurum flexile ingår i släktet harörter, och familjen flockblommiga växter. Inga underarter finns listade i Catalogue of Life.